# Михайлов, Алексей Сергеевич
Алексей Сергеевич Михайлов (1926—1993) — российский и советский художник-баталист, пейзажист, член Союза художников СССР (1956), заслуженный художник РСФСР (1984).

## Биография
Участник Великой Отечественной войны. В 1953 году окончил Московский институт прикладного и декоративного искусства[уточнить]. Жил и работал в Москве.
С 1965 года работал в Студии военных художников имени М. Б. Грекова .
Жил и работал в Москве. Участник многих областных, зональных, региональных выставок.
Произведения мастера находятся в Центральном музее Вооружённых сил в Москве, региональных музеях и частных собраниях.

## Награды
- Медаль «За оборону Москвы» (1944),
- Медаль «За доблестный труд в Великой Отечественной войне 1941—1945 гг.» (1945),
- Медаль «В память 800-летия Москвы» (1947)
- Почётная Грамота Президиума Верховного Совета РСФСР (за плодотворную работу в Студии военных художников имени М. Б. Грекова, 1975),
- Заслуженный художник РСФСР (1984)

## Избранные работы
- Тишина. 1969
- Возвращение. 1978
- Пленные в Москве. Июнь 1944 года. 1979
- Щи в Берлине. 1982
- Юность грековцев. 1983